# Ŭnsan-gun
Ŭnsan-gun (koreanska: 은산군) är en kommun i Nordkorea.   Den ligger i provinsen Södra P'yŏngan, i den centrala delen av landet, 50 km nordost om huvudstaden Pyongyang.